# Wimbledon-mesterskabet i herredouble 2023
Wimbledon-mesterskabet i herredouble 2023 var den 130. turnering om Wimbledon-mesterskabet i herredouble. Turneringen var en del af Wimbledon-mesterskaberne 2023 og kampene med deltagelse af 64 par blev spillet i All England Lawn Tennis and Croquet Club i London, Storbritannien i perioden 6. - 15. juli 2023.
Mesterskabet blev vundet af det topseedede par, Wesley Koolhof og Neal Skupski, som i finalen besejrede Marcel Granollers og Horacio Zeballos, og som dermed begge vandt deres første grand slam-titel i herredouble. Parret var i deres anden grand slam-finale efter at de havde tabt den første ved US Open i 2022. Skupski blev den første britiske vinder af titlen siden Jonathan Marray i 2012, mens Koolhof var den første hollandske Wimbledon-mester i herredouble siden Jean-Julien Rojer i 2015. Granollers og Zeballos var i Wimbledon-finalen for anden gang, efter at de i 2021 ligeledes havde tabt i finalen. Derudover havde de også tidligere tabt US Open-finalen i 2019.
De forsvarende mestre, Matthew Ebden og Max Purcell, valgte at forsvare deres titel med nye makkere. Ebden spillede sammen med Rohan Bopanna, mens Purcell dannede makkerpar med Jordan Thompson, og begge par blev slået ud af de senere mestre, Wesley Koolhof og Neal Skupski. Purcell og Thompson nåede frem til tredje runde, mens Ebden og Bopanna først tabte i semifinalen.
Siden Ruslands invasion af Ukraine i begyndelsen af 2022 havde tennissportens styrende organer, WTA, ATP, ITF og de fire grand slam-turneringer, tilladt, at spillere fra Rusland og Hviderusland fortsat kunne deltage i grand slam-turneringer samt turneringer på ATP Tour og WTA Tour, men de kunne ikke stille op under landenes navne eller flag, og spillerne fra de to lande deltog derfor i turneringen under neutralt flag.
Ved otte tidligere mesterskaber, senest i 2016, havde man været nødt til at reducere nogle kampe i herredoublerækken til bedst af tre sæt for at indhente forsinkelser i programmet forårsaget af regnvejr. Men dette var det første Wimbledon-mesterskab i herredouble, hvor alle kampene blev afviklet bedst af tre sæt, eftersom man siden det foregående mesterskab havde ændret kampformatet fra bedst af fem sæt.

## Pengepræmier og ranglistepoint
Den samlede præmiesum til spillerne i herredouble androg £ 2.582.000 (ekskl. per diem), hvilket var en stigning på 10,7 % i forhold til året før og på 12,7 % i forhold til det seneste mesterskab, der blev afviklet uden modifikationer som følge af COVID-19-pandemien.
| Resultat               | Pengepræmier | Pengepræmier | Ændring ift. 2022 | ATP-point |
| Resultat               | Pr. par      | Total        | Ændring ift. 2022 | ATP-point |
| ---------------------- | ------------ | ------------ | ----------------- | --------- |
| Vindere (1)            | £ 600.000    | £ 600.000    | +11,1 %           | 2.000     |
| Finalister (1)         | £ 300.000    | £ 300.000    | +11,1 %           | 1.200     |
| Semifinalister (2)     | £ 150.000    | £ 300.000    | +11,1 %           | 720       |
| Kvartfinalister (4)    | £ 75.000     | £ 300.000    | +11,9 %           | 360       |
| Tabere i 3. runde (8)  | £ 36.250     | £ 290.000    | +9,8 %            | 180       |
| Tabere i 2. runde (16) | £ 22.000     | £ 352.000    | +10,0 %           | 90        |
| Tabere i 1. runde (32) | £ 13.750     | £ 440.000    | +10,0 %           | 0         |
| Samlet præmiesum       | -            | £ 2.582.000  | +10,7 %           | -         |

## Turnering

### Deltagere
Turneringen havde deltagelse af 64 par, der var fordelt på:
- 58 direkte kvalificerede par i form af deres ranglisteplacering i double.
- 6 par, der havde modtaget et wildcard (markeret med WC).

#### Seedede spillere
De 16 bedst placerede af de deltagende par på ATP's verdensrangliste pr. 26. juni 2023 blev seedet:
| Seedning | Rang. | Spillere                                 | Resultat        |
| -------- | ----- | ---------------------------------------- | --------------- |
| 1        | 4     | Wesley Koolhof Neal Skupski              | Mestre          |
| 2        | 5     | Ivan Dodig Austin Krajicek               | Anden runde     |
| 3        | 11    | Rajeev Ram Joe Salisbury                 | Første runde    |
| 4        | 19    | Hugo Nys Jan Zieliński                   | Tredje runde    |
| 5        | 23    | Santiago González Édouard Roger-Vasselin | Tredje runde    |
| 6        | 27    | Rohan Bopanna Matthew Ebden              | Semifinalister  |
| 7        | 28    | Marcelo Arévalo Jean-Julien Rojer        | Anden runde     |
| 8        | 39    | Fabrice Martin Andreas Mies              | Anden runde     |
| 9        | 44    | Nikola Mektić Mate Pavić                 | Tredje runde    |
| 10       | 46    | Kevin Krawietz Tim Pütz                  | Semifinalister  |
| 11       | 49    | Lloyd Glasspool Nicolas Mahut            | Anden runde     |
| 12       | 49    | Sander Gillé Joran Vliegen               | Tredje runde    |
| 13       | 51    | Jamie Murray Michael Venus               | Kvartfinalister |
| 14       | 53    | Máximo González Andrés Molteni           | Anden runde     |
| 15       | 56    | Marcel Granollers Horacio Zeballos       | Finalister      |
| 16       | 63    | Marcelo Melo John Peers                  | Tredje runde    |

#### Wildcards
Seks par modtog et wildcard til turneringen.
| Spillere                       | Resultat     |
| ------------------------------ | ------------ |
| Liam Broady Jonny O'Mara       | Første runde |
| Julian Cash Luke Johnson       | Første runde |
| Jacob Fearnley Johannus Monday | Anden runde  |
| John Isner Jack Sock           | Første runde |
| Toby Samuel Connor Thomson     | Anden runde  |
| Tommy Paul Frances Tiafoe      | Meldte afbud |

### Resultater

#### Kvartfinaler, semifinaler og finale
| Wesley Koolhof |
| Neal Skupski   |

| Ariel Behar   |
| Adam Pavlásek |

| Wesley Koolhof |
| Neal Skupski   |

| Tallon Griekspoor |
| Bart Stevens      |

| Rohan Bopanna |
| Matthew Ebden |

| Rohan Bopanna |
| Matthew Ebden |

| Wesley Koolhof |
| Neal Skupski   |

| Kevin Krawietz |
| Tim Pütz       |

| Marcel Granollers |
| Horacio Zeballos  |

| Jamie Murray  |
| Michael Venus |

| Kevin Krawietz |
| Tim Pütz       |

| Nathaniel Lammons |
| Jackson Withrow   |

| Marcel Granollers |
| Horacio Zeballos  |

| Marcel Granollers |
| Horacio Zeballos  |

#### Første, anden og tredje runde
| Wesley Koolhof |
| Neal Skupski   |

| Daniel Altmaier |
| Aslan Karatsev  |

| Wesley Koolhof |
| Neal Skupski   |

| Rinky Hijikata |
| Jason Kubler   |

| Rinky Hijikata |
| Jason Kubler   |

| Marco Cecchinato |
| Thiago Monteiro  |

| Wesley Koolhof |
| Neal Skupski   |

| John Isner |
| Jack Sock  |

| Max Purcell     |
| Jordan Thompson |

| Max Purcell     |
| Jordan Thompson |

| Max Purcell     |
| Jordan Thompson |

| Julian Cash  |
| Luke Johnson |

| Máximo González |
| Andrés Molteni  |

| Máximo González |
| Andrés Molteni  |

| Nikola Mektić |
| Mate Pavić    |

| Marcelo Demoliner |
| Matwé Middelkoop  |

| Nikola Mektić |
| Mate Pavić    |

| Liam Broady  |
| Jonny O'Mara |

| Francisco Cabral |
| Rafael Matos     |

| Francisco Cabral |
| Rafael Matos     |

| Nikola Mektić |
| Mate Pavić    |

| Ariel Behar   |
| Adam Pavlásek |

| Ariel Behar   |
| Adam Pavlásek |

| Guido Andreozzi     |
| Francisco Cerúndolo |

| Ariel Behar   |
| Adam Pavlásek |

| Jérémy Chardy |
| Ugo Humbert   |

| Fabrice Martin |
| Andreas Mies   |

| Fabrice Martin |
| Andreas Mies   |

| Rajeev Ram    |
| Joe Salisbury |

| Tallon Griekspoor |
| Bart Stevens      |

| Tallon Griekspoor |
| Bart Stevens      |

| Gonzalo Escobar      |
| Aleksandr Nedovjesov |

| Simone Bolelli   |
| Andrea Vavassori |

| Simone Bolelli   |
| Andrea Vavassori |

| Tallon Griekspoor |
| Bart Stevens      |

| Christopher Eubanks |
| J.J. Wolf           |

| Marcelo Melo |
| John Peers   |

| Sadio Doumbia |
| Fabien Reboul |

| Sadio Doumbia |
| Fabien Reboul |

| Robin Haase    |
| Philipp Oswald |

| Marcelo Melo |
| John Peers   |

| Marcelo Melo |
| John Peers   |

| Lloyd Glasspool |
| Nicolas Mahut   |

| Maxime Cressy  |
| Andrej Golubev |

| Lloyd Glasspool |
| Nicolas Mahut   |

| David Pel     |
| Reese Stalder |

| David Pel     |
| Reese Stalder |

| Constant Lestienne |
| Corentin Moutet    |

| David Pel     |
| Reese Stalder |

| Jacob Fearnley  |
| Johannus Monday |

| Rohan Bopanna |
| Matthew Ebden |

| André Göransson |
| Ben McLachlan   |

| Jacob Fearnley  |
| Johannus Monday |

| Guillermo Durán         |
| Tomás Martín Etcheverry |

| Rohan Bopanna |
| Matthew Ebden |

| Rohan Bopanna |
| Matthew Ebden |

| Santiago González      |
| Édouard Roger-Vasselin |

| Grégoire Barrère |
| Quentin Halys    |

| Santiago González      |
| Édouard Roger-Vasselin |

| Pedro Cachín     |
| Yannick Hanfmann |

| Toby Samuel    |
| Connor Thomson |

| Toby Samuel    |
| Connor Thomson |

| Santiago González      |
| Édouard Roger-Vasselin |

| R. Carballés Baena |
| Daniel Elahi Galán |

| Kevin Krawietz |
| Tim Pütz       |

| William Blumberg |
| Casper Ruud      |

| William Blumberg |
| Casper Ruud      |

| Nikola Ćaćić           |
| Miguel Á. Reyes-Varela |

| Kevin Krawietz |
| Tim Pütz       |

| Kevin Krawietz |
| Tim Pütz       |

| Jamie Murray  |
| Michael Venus |

| Albano Olivetti      |
| David Vega Hernández |

| Jamie Murray  |
| Michael Venus |

| Alexander Erler |
| Lucas Miedler   |

| Alexander Erler |
| Lucas Miedler   |

| Pierre-Hugues Herbert |
| Arthur Rinderknech    |

| Jamie Murray  |
| Michael Venus |

| Yuki Bhambri  |
| Saketh Myneni |

| Hugo Nys      |
| Jan Zieliński |

| A. Davidovich Fokina |
| Adrian Mannarino     |

| A. Davidovich Fokina |
| Adrian Mannarino     |

| Mackenzie McDonald |
| Ben Shelton        |

| Hugo Nys      |
| Jan Zieliński |

| Hugo Nys      |
| Jan Zieliński |

| Marcelo Arévalo   |
| Jean-Julien Rojer |

| Marc-Andrea Hüsler |
| Brandon Nakashima  |

| Marcelo Arévalo   |
| Jean-Julien Rojer |

| Sebastián Báez |
| Guido Pella    |

| Nathaniel Lammons |
| Jackson Withrow   |

| Nathaniel Lammons |
| Jackson Withrow   |

| Nathaniel Lammons |
| Jackson Withrow   |

| Romain Arneodo |
| Sam Weissborn  |

| Sander Gillé  |
| Joran Vliegen |

| Hugo Dellien        |
| Juan Pablo Varillas |

| Romain Arneodo |
| Sam Weissborn  |

| Laslo Djere           |
| Christopher O'Connell |

| Sander Gillé  |
| Joran Vliegen |

| Sander Gillé  |
| Joran Vliegen |

| Marcel Granollers |
| Horacio Zeballos  |

| Juan Sebastián Cabal |
| Robert Farah         |

| Marcel Granollers |
| Horacio Zeballos  |

| Petros Tsitsipas   |
| Stefanos Tsitsipas |

| Arthur Fils     |
| Luca Van Assche |

| Arthur Fils     |
| Luca Van Assche |

| Marcel Granollers |
| Horacio Zeballos  |

| Robert Galloway |
| Lloyd Harris    |

| Robert Galloway |
| Lloyd Harris    |

| Marcos Giron            |
| Botic van de Zandschulp |

| Robert Galloway |
| Lloyd Harris    |

| Sriram Balaji         |
| Jeevan Nedunchezhiyan |

| Ivan Dodig      |
| Austin Krajicek |

| Ivan Dodig      |
| Austin Krajicek |